# Ménil-Gondouin
Ménil-Gondouin ist eine französische Gemeinde mit 157 Einwohnern (Stand 1. Januar 2022) im Département Orne in der Region Normandie.

## Geografie
Die Gemeinde liegt 19 Kilometer nordwestlich der Stadt Argentan und rund zehn Kilometer südlich der Grenze zum Département Calvados. Ménil-Gondouin befindet sich an der D15, die den Ort mit Putanges-Pont-Écrepin verbindet. Das Gemeindegebiet wird von dem Bach Ruisseau de Vienne durchflossen. Dieser mündet in den nahegelegenen Lac de Rabodanges.

## Kultur und Geschichte
In ihrer heutigen Form existiert die Gemeinde seit dem 30. Januar 1822, als sie durch die Vereinigung der zuvor bestehenden Gemeinden Ménil-Gondouin, Le Sacq und Sainte-Honorine-la-Petite entstand.
1610 erwarb ein Mitglied der Familie Turgot, die die Herrscherfamilie von Les Tourailles bildete, die Besitzung Saint-Clair bei Ménil-Gondouin. Das dort gelegene Schloss Château de la Tour aus dem 12. Jahrhundert verfiel im 17. Jahrhundert. Der Wiederaufbau wurde 1681 abgeschlossen. Im Verlauf der Französischen Revolution bot es Royalisten aus der Region Zuflucht. Als sich im Januar 1800 rund vierzig Royalisten im Schloss aufhielten, wurde es von etwa 400 Republikanern gestürmt, die die Royalisten töteten und das Schloss danach anzündeten. Heute sind nur noch einige Nebengebäude erhalten. Der so genannte Pavillon Ludwigs XIII. auf dem Schlossgelände wurde in den 1980er-Jahren restauriert und ist seit 1987 Monument historique.
Le Sacq war mindestens seit 1460 in Besitz der Herren von Les Rotours und blieb es über die Französische Revolution hinaus, wobei der Herr von Les Rotours bis 1822 letzter Bürgermeister der Gemeinde war. Wie auch das Schloss in Ménil-Gondouin fiel das Schloss von Le Sacq im Januar 1800 den Republikanern zum Opfer und wurde verbrannt.

### Kirchen

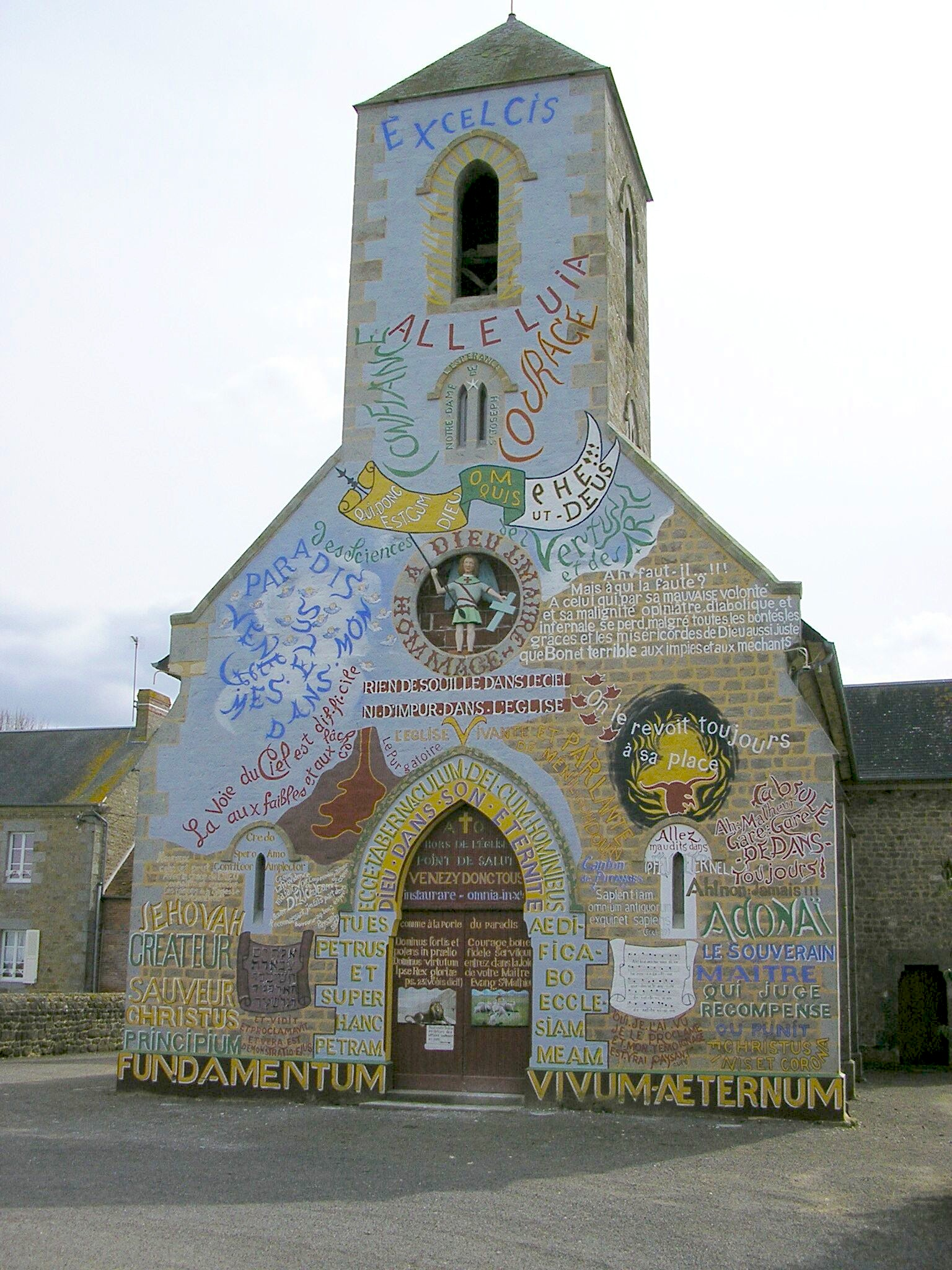
Kirche Saint-Victor

Die erste Kirche von Ménil-Gondouin lag direkt gegenüber dem Schloss auf dem Gelände des heutigen Friedhofs. Im Jahr 1870 fand die Errichtung der neuen Kirche statt, wobei auf Gegenstände aus den drei ehemaligen Kirchen der ehemals selbständigen Pfarrgemeinden zurückgegriffen wurde. Durchgeführt wurde dies im Wesentlichen von dem Pfarrer Victor Paysant, der die Gemeinde bis zu seinem Tod 1921 prägte. 2003 fiel der Beschluss des Gemeinderats zu einer umfangreichen Restaurierung der Kirche.
Auch wenn die Kirche von Le Sacq nicht erhalten ist, existiert dort noch ein altes Pfarrhaus. Ein Portal bildet den Eingang. Auf diesem Portal findet sich eine Inschrift von 1654, die angibt, dass das Gebäude vom Herrn von Les Rotours errichtet wurde.
Die Kirche von Sainte-Honorine-la-Petite wurde 1783 aufgegeben, als die Pfarrgemeinde an die von Ménil-Gondouin angeschlossen wurde. Eine Statue der heiligen Honorine aus dem Inneren der Kirche wurde in die Kirche von Ménil-Gondouin überführt.

### Bevölkerungsentwicklung
| Jahr      | 1962 | 1968 | 1975 | 1982 | 1990 | 1999 | 2010 | 2017 |
| Einwohner | 253  | 220  | 191  | 170  | 158  | 178  | 168  | 172  |